# Рыкалова, Надежда Васильевна
Наде́жда Васи́льевна Рыка́лова (10 (22) июля 1824, Москва — 3 (16) января 1914, там же) — драматическая актриса, дочь В. В. и А. Г. Рыкаловых, племянница П. Г. Степанова.

## Биография
Родители, поженившись, жили с семьей Степановых, а после смерти отца мать, Аграфена Гавриловна, с детьми продолжала жить с братом Петром Гавриловичем. В дом постоянно приходили артисты, и Надежда Васильевна с детства оказалось в их среде. Тем не менее она не сразу решила сама пойти на сцену продолжать семейные традиции.
Выдержав экзамен при Московском университете (у профессоров Г. Н. Грановского и И. И. Давыдова), получила звание домашней учительницы и работала гувернанткой.
В 1845 году, подготовив под руководством своего дяди — актёра П. Г. Степанова — роли Елены Глинской (одноимённая пьеса Полевого), Марины Мнишек («Смерть Ляпунова» Гедеонова), Каролины («Отцовское проклятие», перевод с франц.), дебютировала на сцене Кусковского театра Шереметевых.
Влияние на неё оказывал не только родной дядя, но и многочисленные гости семьи, в том числе великий трагик М. С. Щепкин.
С 1846 года — актриса Малого театра. Начала с исполнения ролей молодых героинь, постепенно перешла на характерные роли пожилых женщин. Современники называют её лучшей ролью — Атуева («Свадьба Кречинского», 1855).
Театральная энциклопедия отмечает: 
Р. обладала большой сценич. культурой, вкусом, тонким пониманием особенностей быта,
характеров персонажей. 
А. Н. Островский создал для Рыкаловой роль Кабанихи в пьесе «Гроза» (1859). Она много играла и в других его пьесах: Анфиса Карповна («Старый друг лучше новых двух», 1860), Бальзаминова («Свои собаки грызутся, чужая не приставай», 1861; «За чем пойдёшь, то и найдёшь», 1863), Уланбекова («Воспитанница», 1863), Барабошева («Правда хорошо, а счастье лучше», 1876), Манефа («На всякого мудреца довольно простоты», 1890/91) и др. Кроме того исполняла роли: Наталья Дмитриевна, Хлёстова, Графиня-бабушка («Горе от ума»), Дарья Ивановна («Провинциалка» Тургенева), Марфа Собакина и Домна Сабурова («Царская невеста» Мея), Авдотья («Татьяна Репина» Суворина), Офелия, Дездемона в трагедиях Шекспира; Луиза и Леди Мильфорд («Коварство и любовь», 1846 и 1848), Эсфирь («Уриэль Акоста» Гуцкова), Мирандолина (одноимённая пьеса, перевод с немецкого, 1846) и др.
После ухода из Малого театра в 1891 году играла на частных сценах — (московский Театр Корша и др.).
Последний раз выступила около 1904 года.
Жила в 1880-х гг. на Чистых прудах и в Дмитровском переулке, 3, затем на Большой Дмитровке, 4.
Скончалась Рыкалова в Москве 3 января 1914 года. Похоронена на Ваганьковском кладбище (16 уч.).

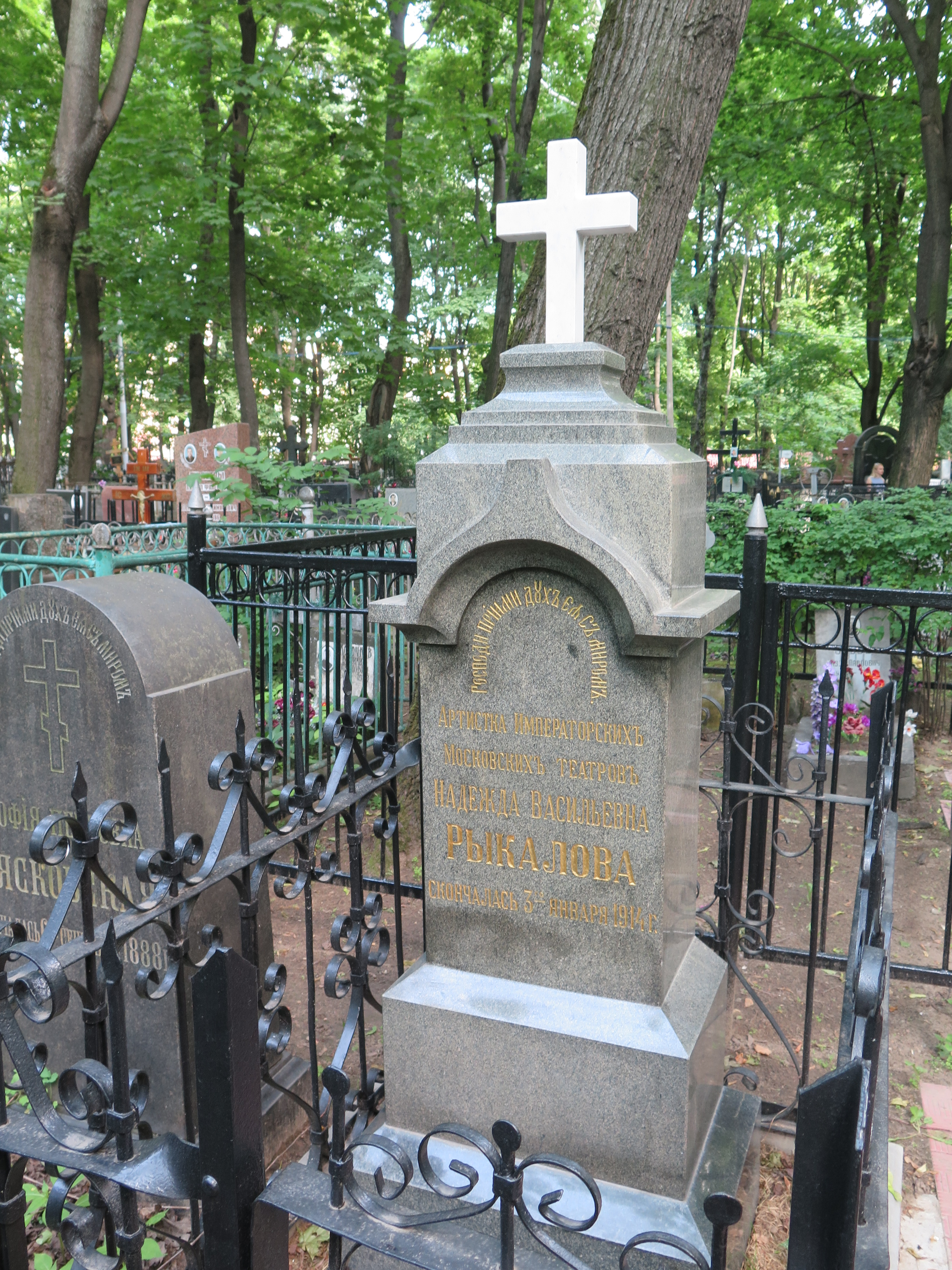
Могила Н. В. Рыкаловой на Ваганьковском кладбище (16-й участок)

Из Иллюстрированного журнала «Искры» от 12 января 1914 года:

Кончина Н. В. Рыкаловой. 3-го января скончалась старейшая артистка русской сцены Н. В. Рыкалова, современница Щепкина и Мочалова. Она происходит из знаменитой артистической семьи Рыкаловых. По требованию своей матери, не желавшей её поступления на сцену, Н. В. стала готовиться к сдаче экзамена при университете. В 1840 году она выдержала у профессоров Т. Н. Грановского и И. И. Давыдова экзамен из пяти предметов на звание домашней учительницы и поступила гувернанткой в богатую московскую семью Мельгуновых. Чувствуя постоянное влечение к сцене, она стала готовить роли для дебюта. 28 марта 1846 года в присутствии Гедеонова, Верстовского и режиссёра Беккера ей было устроено испытание в «Елене Глинской». После удачного дебюта с ней был заключен контракт на 500 руб. в год — самый большой оклад того времени. Н. В. переиграла весь репертуар А. Н. Островского и имела выдающийся успех в созданной ею роли Кабанихи. В 1890 г. Н. В. принуждена была покинуть Императорскую сцену, не дослужив пяти лет до полувекового юбилея, который она отпраздновала в театре Корша. После этого она ни разу  больше не появлялась на сцене. За всю артистическую деятельность она сыграла свыше 400 ролей. Скончалась Н. В. на 90-м году жизни. В лице Н. В. русская сцена потеряла одну из наиболее уважаемых представительниц славного прошлого нашего Малого театра. На её похороны пришло всего пять-шесть артистов, бывших сослуживцев.